# Amata nigrifrons
Amata nigrifrons är en fjärilsart som beskrevs av Alfred Ernest Wileman 1914. Amata nigrifrons ingår i släktet Amata och familjen björnspinnare. Inga underarter finns listade i Catalogue of Life.